# H-19契克索直升機
H-19契克索直升機 （英語：H-19 Chickasaw)是一款廣泛應用於美國各軍種和各國軍隊的多用途直升機。其命名保持美軍以美洲原住民命名的傳統，源於契克索人。

## 發展
H-19由西科斯基私下研製，在總設計師Edward F. Katzenberger的帶領下，一年後模型已出爐。第一個客戶是美國空軍，訂購了五架YH-19飛機進行評估；YH-19的首飛是在1949年11月10日，距離計劃開始日期不到一年。隨後於1950年4月16日向美國空軍交付了第一架YH-19，並於1950年8月31日向美國海軍交付了第一架 HO4S-1。美國空軍的一架YH-19被派往韓國於1951年3月進行服役試驗，1951年9月第二架YH-19加入了服役。1951年4月27日，第一架 HRS-1 交付給美國海軍陸戰隊，1951年5月2日，第一架 S-55交付交付給韋斯特蘭。

## 型號
- YH-19

用於評估的五架原型機
- H-19A

美國空軍版本的YH-19，裝備R-1340-57引擎，共50架，1962年重新編號為UH-19A
- SH-19A

改裝成海空救援的H-19A，1962年重新編號為HH-19A
- H-19B

裝備R-1300-3 engine引擎的版本，共264架，1962年重新編號為UH-19B
- SH-19B

改裝成海空救援的H-19B，1962年重新編號為HH-19B
- H-19C

美國陸軍版本的H-19A，共72架，1962年重新編號為UH-19C
- H-19D

美國陸軍版本的H-19B，共301架，1962年重新編號為UH-19D
- HO4S-1

美國海軍版本的H-19A，共10架
- HO4S-2

配備R-1340引擎的海空救援版本(加拿大空軍共3架剩餘的兩架後來升級成HO4S-3)
- HO4S-2G

美國海岸警衛隊版本的HO4S-2，共7架
- HO4S-3

配備Wright R-1300-3發動機的版本，供美國海軍與加拿大軍隊使用，共79架，1962年重新編號為UH-19F(加拿大保留原本編號)
- HO4S-3G

美國海岸警衛隊版本的HO4S-3，共30架，1962年重新編號為HH-19G
- HRS-1

美國海軍陸戰隊版本的HO4S，配備R-1340-57發動機，可運載8名士兵，共60架
- HRS-2

設備升級過的HRS-1，共101架
- HRS-3

配備R-1300-3發動機的HRS-2，共，105架(新建造或由HRS-2改裝)，1962年重新編號為CH-19E
- HRS-4

計畫配備R-1820徑向發動機的版本，僅存在藍圖
- UH-19A

1962年重新編號為的H-19A
- HH-19A

1962年重新編號為的SH-19A
- UH-19B

1962年重新編號為的H-19B
- HH-19B

1962年重新編號為的SH-19B
- CH-19E

1962年重新編號為的HRS-3
- UH-19F

1962年重新編號為的HO4S-3
- HH-19G

1962年重新編號為的HO4S-3G
- S-55

配備R-1340發動機的商用版本
- S-55A

配備R-1300-3發動機的商用版本
- S-55B

配備R-1300-3發動機的商用版本(零件從剩餘的H-19材料而來)
- S-55C

配備R-1340發動機的S-55A
- S-55T

由Aviation Specialties改裝並由Helitec生產和銷售的版本，配備Garrett AiResearch TPE-331-3U-303渦輪軸發動機和新設備
- S-55QT

可在大峽谷進行觀光靜音飛行的商業版本
- OHA-S-55 Heli-Camper/Winnebago Heli-Home

奧蘭多直升機的商用版本，由Winnebago銷售
- OHA-S-55 Nite-Writer 夜間作家

商業廣告直升機版本
- OHA-S-55 Bearcat熊貓

農用直升機版本
- OHA-S-55 Heavy Lift重型起重

起重直昇機版本
- QS-55 Aggressors侵略者

成為飛行目標的S-55
- OHA-AT-55 Defender後衛

武裝直升機版本
- Whirlwind HAR21

英國皇家海軍版本的HRS-2，共10架
- Whirlwind HAS22

英國皇家海軍版本的HO4S-3，共15架。而後由威士特蘭授權自行建造
- VAT Elite

由Vertical Aircraft Technologies Inc.高度改裝的版本，配備Garret TSE311發動機

## 服役國家
| - 阿根廷 - 比利时 - 加拿大 - 柬埔寨 - 刚果民主共和国 - 智利 - 古巴 - 丹麦 - 法國 - 德国 - 希腊 - 海地 - 印度 - 以色列 - 日本 - 加丹加国 - 寮王國 - 荷蘭 - 挪威 - 巴基斯坦 - 越南共和国 | - 中華民國 - 菲律賓 - 葡萄牙 - 塞爾維亞 - 西班牙 - 泰國 - 土耳其 - 英国 - 美国 - 委內瑞拉 |

## 外部連結
（页面存档备份，存于）
 （页面存档备份，存于）